# Juventus Stadium
Juventus Stadium er Italiens, samt Juventus' hjemmebane. Stadium er et stadion kun med siddepladser, bygget til fodbold. Det ligger i Torino i Italien og huser Serie A-klubben Juventus FC.
Stadion blev bygget på samme sted som Juventus' og Torinos tidligere hjemmebane, Stadio delle Alpi, stod, og er det eneste stadion der er klubejet i Serie A. Det blev åbnet til begyndelse af 2011-12-sæsonen og har en kapacitet på 41.000 tilskuere. Tribunerne er kun 7,5 meter fra græsplænen, en stor forbedring fra Stadio delle Alpi. Afstanden fra den sidste række på den store tribune og ned til græstæppet er 49 meter.
Den 14. maj 2014 blev UEFA Europa League finalen spillet her.